# Kyle Kingsbury
Kyle Cano Kingsbury (22 de março de 1982) é um ex-lutador estadunidense de MMA. Ele foi membro do elenco do reality show da Spike TV  The Ultimate Fighter 8: Team Nogueira vs. Team Mir.

## Vida
Kingsbury formou-se no ensino médio na Monta Vista High School em Cupertino, California, sendo jogado futebol na posição de defensive tackle no time do colégio. Após graduar-se no ensino médio, ele se formou em 2003 na Mesa Community College.

## MMA

### The Ultimate Fighter
Kingsbury lutou com Ryan Bader por um contrato no reality show, perdendo no segundo período com uma finalização por triangulo. Após dois lutadores terem sido descartados devido a lesões, Kingsbury foi convocado para participar do programa. Ele foi escolhido para o time de Antonio Nogueira, tendo sido colocado como capitão do grupo. Na primeira rodada de lutas, Krzysztof Soszynski derrotou Kingsbury. No final da temporada Kingsbury lutou contra Tom Lawlor, mas perdeu o confronto por decisão unânime.

### Ultimate Fighting Championship
Kyle Kingsbury fez sua estréia no UFC contra o mesmo Tom Lawlor. Embora Kingsbury não tenha ganhado nenhuma luta no TUF e tenha perdido novamente para Lawlor, o UFC decidiu continuar o contrato com o lutador.
No UFC 104, Kyle ganhou sua primeira luta no UFC contra Razak Al-Hassan. A luta ficou nas mãos dos juízes, tendo terminado com uma decisão dividida para Kyle. Kyle adentrou na arena ao som de "Hungry Like The Wolf" do Duran Duran.
Kingsbury derrotou Jared Hamman via decisão unânime em 15 de setembro de 2010 no UFC Fight Night 22, luta essa que foi premiada com o Fight of the Night.
Kingsbury era esperado para lutar com Ricardo Romero em 15 de fevereiro de 2011 no UFC 126.

## Cartel no MMA
| Cartel no MMA   |             |            |
| 18 lutas        | 11 vitórias | 6 derrotas |
| Por nocaute     | 4           | 2          |
| Por finalização | 2           | 1          |
| Por decisão     | 5           | 3          |
| No contest      | 1           | 1          |

| Res.    | Cartel   | Oponente        | Método                               | Evento                                  | Data       | Round | Tempo | Local                      | Notas           |
| ------- | -------- | --------------- | ------------------------------------ | --------------------------------------- | ---------- | ----- | ----- | -------------------------- | --------------- |
| Derrota | 11-6 (1) | Patrick Cummins | Decisão (unânime)                    | UFC on Fox: Lawler vs. Brown            | 26/07/2014 | 3     | 5:00  | San Jose, California       |                 |
| Derrota | 11-5 (1) | Jimi Manuwa     | Nocaute Técnico (interrupção médica) | UFC on Fuel TV: Struve vs. Miocic       | 29/09/2012 | 2     | 5:00  | Nottingham                 |                 |
| Derrota | 11-4 (1) | Glover Teixeira | Finalização (triângulo de braço)     | UFC 146: Dos Santos vs. Mir             | 26/05/2012 | 1     | 1:53  | Las Vegas, Nevada          |                 |
| Derrota | 11-3 (1) | Stephan Bonnar  | Decisão (unânime)                    | UFC 139: Shogun vs. Henderson           | 19/11/2011 | 3     | 5:00  | San Jose, California       |                 |
| Vitória | 11-2 (1) | Fábio Maldonado | Decisão (unânime)                    | The Ultimate Fighter 13 Finale          | 04/06/2011 | 3     | 5:00  | Las Vegas, Nevada          | Luta da Noite.  |
| Vitória | 10-2 (1) | Ricardo Romero  | Nocaute Técnico (socos)              | UFC 126: Silva vs. Belfort              | 05/02/2011 | 1     | 0:21  | Las Vegas, Nevada          |                 |
| Vitória | 9-2 (1)  | Jared Hamman    | Decisão (unânime)                    | UFC Fight Night: Marquardt vs. Palhares | 15/09/2010 | 3     | 5:00  | Austin, Texas              | Luta da Noite.  |
| Vitória | 8-2 (1)  | Razak Al-Hassan | Decisão (dividida)                   | UFC 104: Machida vs. Shogun             | 24/10/2009 | 3     | 5:00  | Los Angeles, California    |                 |
| Derrota | 7-2 (1)  | Tom Lawlor      | Decisão (unânime)                    | The Ultimate Fighter 8 Finale           | 13/12/2008 | 3     | 5:00  | Las Vegas, Nevada          | Estréia no UFC. |
| Derrota | 7-1 (1)  | Tony Lopez      | Nocaute Técnico (socos)              | KOTC - River Rage                       | 15/09/2007 | 1     | 1:36  | Laughlin, Nevada           |                 |
| Vitória | 7-0 (1)  | Demian Decorah  | Decisão (unânime)                    | KOTC - Battle at the Bowl               | 21/07/2007 | 2     | 5:00  | Lac du Flambeau, Wisconsin |                 |
| NC      | 6-0 (1)  | Maurice Jackson | N/A                                  | KOTC - Eclipse                          | 26/05/2007 | 1     | N/A   | San Carlos, Arizona        |                 |
| Vitória | 6-0      | Angelo Mcleroy  | Finalização (mata leão)              | KOTC - Caged Chaos                      | 10/02/2007 | 1     | 1:39  | Laughlin, Nevada           |                 |
| Vitória | 5-0      | Rocky Batastini | Finalização (mata leão)              | RITC 89 - Triple Main Event             | 02/12/2006 | 1     | 0:19  | Fountain Hills, Arizona    |                 |
| Vitória | 4-0      | Aric Dylan      | Nocaute (socos)                      | RITC 87 - Rage in the Cage              | 29/09/2006 | 1     | 1:45  | Phoenix, Arizona           |                 |
| Vitória | 3-0      | Brian Ryan      | Decisão (unânime)                    | RITC 85 - Xtreme Cage Fighting          | 05/08/2006 | 3     | 3:00  | Phoenix, Arizona           |                 |
| Vitória | 2-0      | Dan Glasgow     | Nocaute Técnico (chute na cabeça)    | RITC 84 - Celebrity Theatre             | 01/07/2006 | 1     | 0:29  | Phoenix, Arizona           |                 |
| Vitória | 1-0      | Joe Tsosie      | Nocaute (joelhada)                   | RITC 83 - Rampage                       | 10/06/2006 | 1     | N/A   | Fountain Hills, Arizona    |                 |

## Ligações Externas
- Official Website
- MySpace
- UFC Profile
- Sherdog.com